# Château du Faouët
Le château du Faouët est un édifice situé à Le Faouët en France.

## Localisation
Le château est situé sur le territoire de la commune de Le Faouët, 15 rue du Château, dans le département du Morbihan, dans la région Bretagne.

## Description
Édifice construit au XVIIe siècle pour les seigneurs du Faouët ; très remanié, à l'état de ruines.

## Historique
Le château est inscrit à l'inventaire général du patrimoine culturel en 1965.